# Tân Phú Tây
Tân Phú Tây là một xã thuộc huyện Mỏ Cày Bắc, tỉnh Bến Tre, Việt Nam.

## Địa lý
Xã Tân Phú Tây có vị trí địa lý:
- Phía đông giáp Tân Thành Bình
- Phía tây giáp thị trấn Phước Mỹ Trung
- Phía nam và đông nam giáp xã Thành An
- Phía bắc giáp xã Thạnh Ngãi và xã Phú Mỹ.

Xã Tân Phú Tây cách trung tâm huyện 3,5 km, có 6 ấp; diện tích tự nhiên 10,20 km². Theo Tổng điều tra dân số năm 1999, xã Tân Phú Tây có dân số 7.262 người .

## Hành chính
Xã Tân Phú Tây được chia thành 6 ấp: Tân Thạnh, Tân Lợi, Tân Thuận Trong, Tân Thuận Ngoài, Tân Hòa Trong, Tân Hòa Ngoài.

## Lịch sử
Người dân bắt đầu định cư tại khu vực xã Tân Phú Tây ngày nay bắt đầu từ thế kỷ thứ 18, đến năm 1892 người Pháp sắp xếp lại các đơn vị hành chính và làng Tân Phú Tây được hình thành thuộc tổng Minh Thiện.
Tháng 6 năm 1969, cơ quan lãnh đạo và các ngành của Đặc khu Sài Gòn- Gia Định (Y4) đã được đặt tại địa bàn xã Tân Phú Tây và Thành An.
Ngày 31 tháng 12 năm 2000, nhân dân và Lực lượng vũ trang nhân dân xã Tân Phú Tây đã được Chủ tịch nước phong tặng danh hiệu Anh hùng lực lượng vũ trang nhân dân.
Ngày 17 tháng 11 năm 2009, Tân Phú Tây được công nhận là Xã văn hóa.

## Kinh tế
Xã Tân Phú Tây có 212 ha dừa, 305 ha vườn cây ăn trái, 194 ha ruộng lúa.
Hiện xã có 367 hộ giàu (đạt tỷ lệ 20,8%); 742 hộ khá (40,6%); 234 hộ nghèo (12,8%). Bình quân thu nhập đầu người 12,5 triệu đồng/năm. Trong việc phát triển kinh tế, cơ cấu cây trồng được chuyển đổi đúng hướng, hiệu quả, tăng thu nhập, nâng cao mức sống cho người dân. Trên lĩnh vực văn hóa- xã hội, chất lượng giáo dục được nâng cao, đạt phổ cập tiểu học và trung học cơ sở đúng độ tuổi. Trường lớp phát triển, xã hội hóa giáo dục được quan tâm. Xã thực hiện tốt chương trình y tế quốc gia; thực hiện tốt chính sách đền ơn đáp nghĩa, xây dựng nhà tình nghĩa, tình thương vượt chỉ tiêu; đầu tư xây dựng kết cấu hạ tầng, làm thay đổi bộ mặt nông thôn. Toàn xã có 19,64 km đường giao thông chính, đã hoàn thành chương trình bê-tông các cầu và trục đường giao thông: 77 cây cầu, 6,05 km đường nhựa, 11,59 km đường bê tông, với tổng kinh phí gần 7,8 tỷ đồng; trong đó, dân đóng góp gần 2,6 tỷ đồng và trên 3 triệu ngày công lao động. Đường bê-tông ở Tân Phú Tây được thi công có chiều rộng từ 2,5m trở lên nên xe ô-tô có thể lưu thông đến tận các ấp.
Chợ Tân Phú Tây được đặt tại ấp Tân Lợi, với diện tích 3.000 m².

## Văn hóa
Sau hơn một năm tập trung xây dựng xã văn hóa, mới đây, ngày 17 tháng 11 năm 2009, Ban chỉ đạo xây dựng đời sống văn hóa tỉnh, huyện đã đến tổng kiểm tra, thẩm định các tiêu chí và bỏ phiếu đồng ý đề nghị ủy ban nhân dân tỉnh công nhận Xã văn hóa Tân Phú Tây.